# 인수정
인수정(因樹亭)은 경상북도 영주시 부석면 감곡1리 감실(鑑室)마을에 있는 조선 중기의 건축물로 조선 학자이자 의병장, 시인, 문신인 취사 이여빈(炊沙 李汝馪)이 1600년(선조 33) 지은 정자이자 서당이다. 정자 주변에는 연못 정우지(淨友池)가 있고, 후에 그의 4대손 백은 이진만이 지은 백은당이 근처에 건립되었다. 인수정 건너편에는 이여빈의 별장 석양와(夕陽窩)가 있었으나 20세기 초 소실되었다.
인근에는 부석초등학교 상석분교와 상석보건진료소가 소재해 있다.

## 개요
이여빈은 1591년 사마시에 합격하고, 임진왜란 당시에는 의병을 일으켰으며 1605년에 증광문과에 병과로 급제하여 벽사도찰방이 되었으나 1년만에 사직하고 낙향하였다. 뒤에 이황, 이언적의 문묘 종사를 반대하는 이이첨, 정인홍 등을 규탄하였고, 이이첨과 상궁 김개시의 처형을 상소하였으며, 영창대군을 변호하는 한편, 인목대비 폐모론이 나오자 전은설로서 친모자, 친형제간은 아니나 계통상 모자, 형제관계임으로 광해군에게 이들을 보살필 것을 상소하였으나 받아들여지지 않았다. 1614년 전은소를 지어올리고 궐문 앞에서 7일간 엎드려 간하였으나 받아들여지지 않자 벼슬을 버리고 인수정으로 내려와 향교 제독으로 근무하였고, 이곳에서 머무르며 시문과 후학양성으로 소일하였다.
대개 나무를 인하여 집을 만들었다는 뜻이며, 숨어 산다는 뜻도 있어서 은둔의 뜻을 나타낸 것이다. 이곳에서 그는 은둔생활 외에도 학문 연구와 후학들을 길러냈다. 이여빈이 지은 자서(自序)와 훗날 신야 이인행(新野 李仁行)이 쓴 중수기, 갈천 김희주가 친필로 쓴 현판 등이 있다.

## 기타
- 인수정 건너편에는 이여빈의 별장 석양와가 있었다.
- 지명으로 충청북도 보은군 속리산면 삼가리에는 자연부락인 마을명이 인수정이라는 지명이 존재한다.
- 주변지역에는 부석초등학교 상석분교와 상석보건진료소가 있으며 상석분교, 상석보건진료소 길 건너편 동남쪽 언덕 너머에 소재해 있다.
- 인수정 근처에는 이여빈의 4대손 이진만이 지은 백은정이 있다.

## 같이 보기
- 이여빈
- 백은당
- 도계서원
- 공북헌